# La Fuente de San Esteban
La Fuente de San Esteban là một đô thị ở tỉnh Salamanca, phía tây Tây Ban Nha, cộng đồng tự trị Castile-Leon. Đô thị này có cự ly 54 kilômét so với thành phố tỉnh lỵ Salamanca và có dân số 1442 người.

## Địa lý
Đô thị này có diện tích 77.04 km².
Đô thị này nằm ở khu vực có độ cao 770 mét trên mực nước biển.
Mã số bưu chính là 37200. Đô thị này gồm các làng Boadilla với 197 dân, Muñoz (99 dân) và Santa Olalla de Yeltes